# Polycystis gabriellae
Polycystis gabriellae är en plattmaskart som först beskrevs av Ernst Marcus 1948, och fick sitt nu gällande namn av Tor Karling 1952. Polycystis gabriellae ingår i släktet Polycystis och familjen Polycystididae. Inga underarter finns listade i Catalogue of Life.